# Chiesa della Madonna di Loreto (Trento)
La chiesa della Madonna di Loreto è una chiesa cattolica situata a Grotta di Villazzano, frazione di Trento, edificata nel XVII secolo.

## Storia

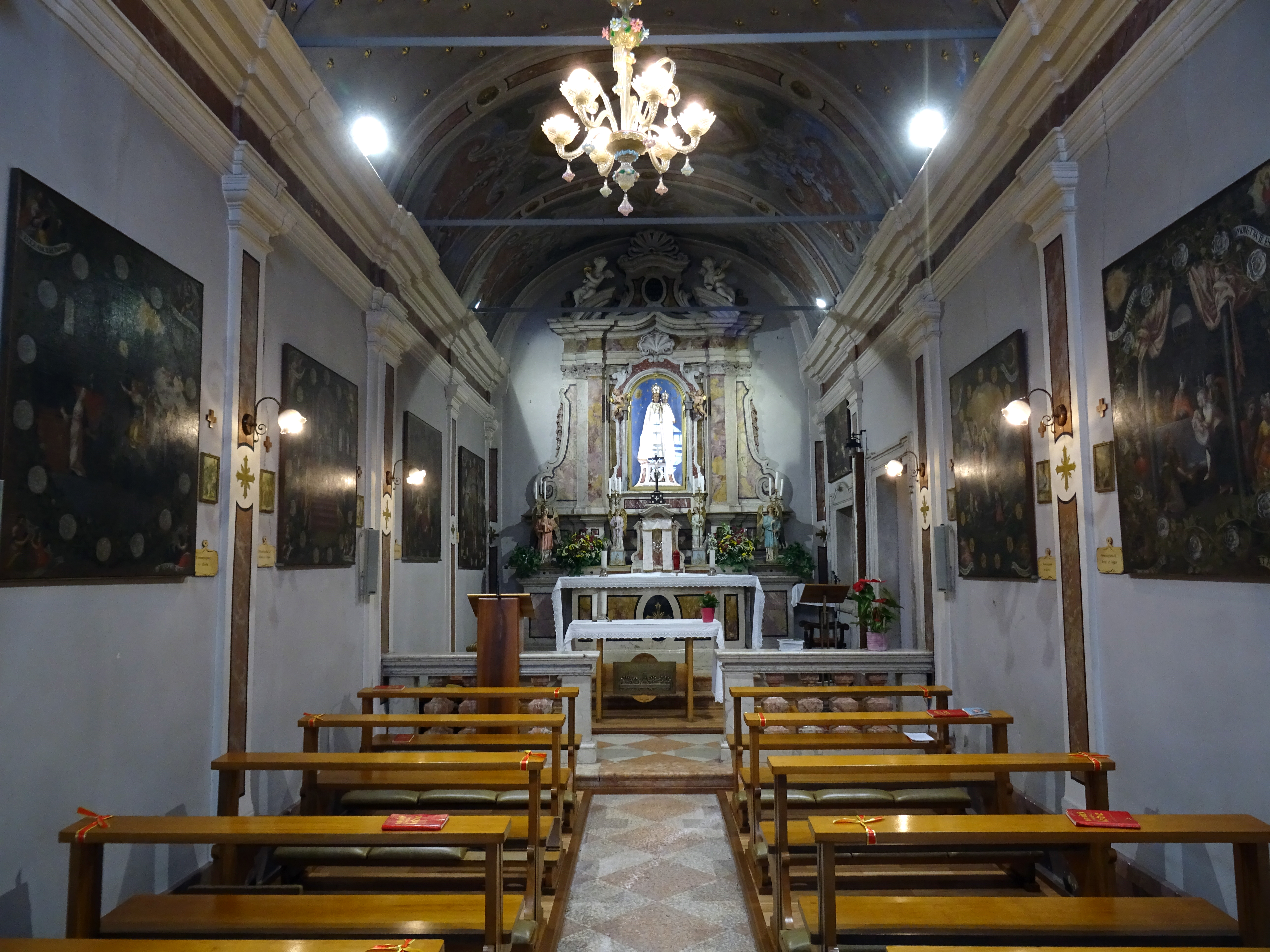
Interno

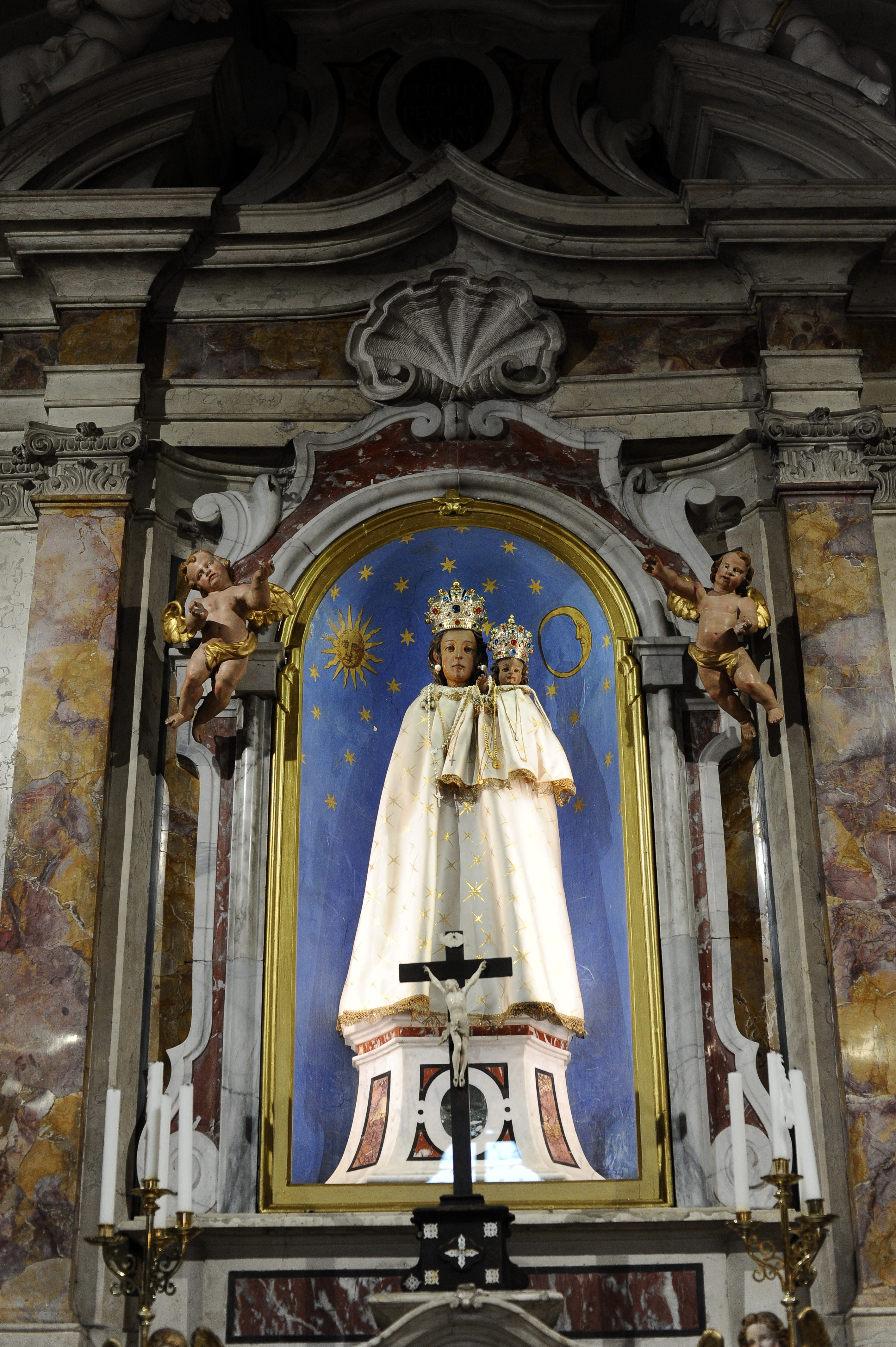
Staua della Madonna di Loreto nell'altare maggiore

L'Europa cattolica conobbe un periodo di profondo fervore devozionale per la Madonna di Loreto che si concretizzò nella fondazione di numerose chiese a nord e a sud della Alpi. La città di Trento non fu immune da questa corrente, sotto la spinta della devozione lauretana promossa dai principi vescovi Madruzzo pertanto furono erette nel corso del XVIII secolo alcune chiese specificamente dedicate alla Madonna di Loreto.
Il nobile Giovanni Paolo Ciurletti di Belfonte facente parte del culto Lauretano fondò nel 1623 la cappella della Madonna di Loreto di Villazzano; questa rimase patronato della famiglia Ciurletti Belfonte fino al 1892. Paolo Ciurletti di Belfonte inoltre diffuse il suo impegno devoto anche a Salisburgo, dove oltre a restaurare e ornare numerose chiese, eresse un tempio dedicato alla Madonna di Loreto del tutto simile a quello della Grotta di Villazzano.
Nel corso dei secoli i Ciurletti hanno dimostrato il loro legame con la chiesa dotando la cappella di numerosi arredi e suppellettili che sono ancora in loco come ad esempio la Statua della Beata Verine Maria e e le due corone d'argento. 
Nel 1892 dopo l'estinzione della linea maschile del casato, la chiesa e i relativi beni (arredi, case e stabili) passarono prima alla curia vescovile e poi nel 1894 sotto l'amministrazione della Fabbriceria di Villazzano rappresentata dall'allora parroco don Arturo Iob.

## Descrizione

### Architettura
La Chiesa della Madonna di Loreto è a pianta rettangolare con l'asse maggiore longitudinale. La facciata è barricata tra due paraste lisce che sono appoggiate su basamenti alti; guardando al centro, in basso, c'è un portale architravato sul quale è poggiato un interrotto frontone triangolare, che regge uno stemma lapideo. Al centro si trova una finestra quadrilobata con a fianco targhe dedicatorie. Si trovano altre due finestre quadrangolari, coperte da grate in ferro con motivi a losanga, ai lati del portale. Il frontone è invece triangolare e il timpano è al centro grazie ad una cartella a cartocci con croce e vasi sommitali. La fiancata meridionale ospita la sacrestia. La struttura è su base quadrangolare, in muratura di pietra intonacata. Il fusto è liscio e al suo vertice si trova una cella campanaria introdotta da arcate a tutto sesto, con intorno cornici in aggetto. La copertura è a pagoda con delle tegole lignee. Le strutture verticali portanti sono sia all'interno che all'esterno realizzate con muratura in pietrame intonacata; le strutture orizzontali come la volta a botte, tre nella navata e due nel presbiterio, hanno tiranti in ferro. Il tetto è a due falde ed ha un rivestimento in tegole in laterizio. Navata: è divisa in tre arcate campate attraverso arcate traversali a tutto sesto, poggiate su paraste, con capitello dorico e dipinte con la tecnica del finto marmo. Il presbiterio è preceduto da un gradino, le sue pareti riprendono quelle della navata; ci sono un portale architravato e una finestra rettangolare sulla parte sud. Il cornicione sommitale modanato corrente si trova su tutto il perimetro. Il pavimento della navata è a mattonelle di granaglia, nel presbiterio invece ci sono quadrotte bicolori a corsi obliqui. La volta della navata presenta un finto cielo stellato, quella del presbiterio è centrata da una quadratura affrescata.

### Dipinti

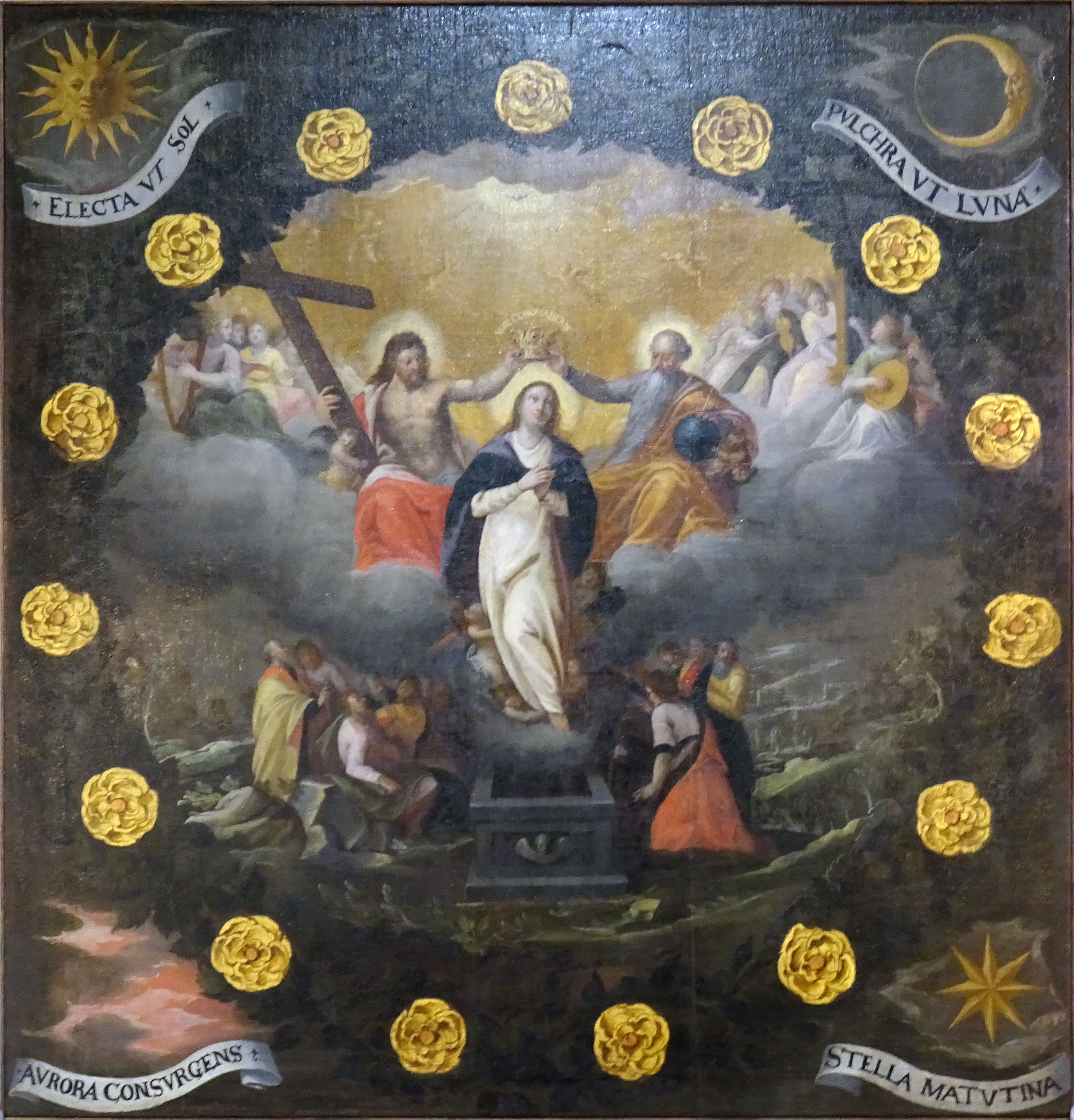
Uno dei dipinti, quello raffigurante l'incoronazione di Maria

La chiesa della Madonna di Loreto ospita un ciclo di dipinti della vita della Vergine del XVII secolo: dentro una ghirlanda di quindici rose di diversi colori (bianchi per cinque volte, poi rosse, rosa e dorate); si trovano sette racconti con altre quattro raffigurazioni più piccole poste negli angoli delle rispettive rappresentazioni. Il numero delle rose presenti è un riferimento ai quindici misteri del rosario, le immagini presenti negli angoli hanno invece lo scopo di "commentare" la scena principale che si trova al centro dell'icona. Su alcuni cartigli si trovano citazioni di testi scritti in latino.
Le decorazioni delle tele richiamano alla tradizione figurativa fiamminga e olandese (associazione di un'iconografia sacra ad una cornice floreale). La Vergine è raffigurata simbolicamente come la Madonna del Rosario. Grazie a questi elementi i fedeli riuscivano a creare una mappa mentale della vita e delle esperienze della Madonna, riuscendo a trarre lezioni morali e teologiche da utilizzare durante la meditazione personale. 
Il primo affresco che apre il ciclo della vita della Vergine Maria racconta dell'incontro di Gioacchino e Anna alla porta aurea; la vicenda trae origine dal protovangelo di Giacomo e dall'apocrifo dello pseudo-Matteo dove sono raccontati secondo uno schema favolistico i passaggi che precedono la nascita della Vergine.
Nel corso dei eccoli si sviluppò la tendenza ad interpretare l'episodio dell'incontro alla Porta Aurea come un'allusione al mistero dell'Immacolata Concezione di Maria.
L'abbraccio tra i due coniugi è il perno dell'intera vicenda che separa i due annunci paralleli portati dagli angeli ad Anna (sinistra) e Gioacchino (destra). La scena principale si svolge davanti ad un edificio a pianta circolare la cui porta, qui immaginata come una struttura tardomanieristica, è letteralmente coperta d'oro.
Il dipinto inoltre contiene due espliciti rimandi a modelli calcografici; nelle figure di Anna e Gioacchino abbracciati di Albrecht Dürer nel quadro "L'incontro di Gioacchino e Anna alla Porta Aurea".
Proseguendo troviamo l'illustrazione della nascita di Maria. Caratterizzata da ricchi dettagli di genere. Due donne al centro stanno per fare il bagno alla piccola Maria; presenta di tre angeli che danno alla Madonna uno scettro, una corona, vesti regale e due coroncine di rose. I Patriarchi che si trovano agli angoli dell'immagine: Abramo, Giacobbe, Isacco e re Davide con le loro frasi dicono come attraverso Maria si compirà la promessa del signore.
Il terzo dipinto racconta dell'Annunciazione che si trova al centro, questo episodio è ambientato in un interno domestico dall'aspetto più simile ad una chiesa che ad un'abitazione, dove l'arcangelo Gabriele irrompe da destra, pertanto con sé l'annuncio divino e una forte luce sovrannaturale.
Il quarto dipinto tratta della presentazione di Gesù al tempio. Le raffigurazioni agli angoli sono un compendio visivo delle posizioni della chiesa postridentina a proposito della storia della Vergine e ai suoi ruoli con Dio e l'essere umano. 
In alto a sinistra c'è la rappresentazione del Paradiso con Gesù, la Madonna e angeli e la figura del Cristo risorto posta sopra il globo terrestre (a destra). Negli angoli in basso ci sono delle rappresentazioni: la bocca dell'inferno, qui raffigurata tradizionalmente con l'immagine di un mostro che spalanca le fauci. In basso a destra dall'altra parte rispetto a Cristo è dipinta la figura allegorica della morte che ha in mano un dardo (simboleggia l'improvvisa morte).